# Euporus conradtiellus
Euporus conradtiellus är en skalbaggsart som beskrevs av Hermann Julius Kolbe 1893. Euporus conradtiellus ingår i släktet Euporus och familjen långhorningar. Inga underarter finns listade i Catalogue of Life.